# Walter Benítez (football, 1993)
Pour les articles homonymes, voir Walter Benítez et Benítez.
Walter Benítez, né le 19 janvier 1993 à General José de San Martín dans la province du Chaco en Argentine, est un footballeur international argentin qui évolue au poste de gardien de but à Crystal Palace
Il possède également la nationalité française.

## Carrière

### En club

#### Quilmes AC
Il est formé au sein du club de Quilmes AC.
Il réalise ses débuts en équipe première le 15 avril 2014 contre le club de Vélez Sarsfield. Il ne lâche plus la place de titulaire par la suite malgré le but pris contre Benoît Chaillot lors d'un match de charité.

#### OGC Nice
Il est la première recrue estivale de l'OGC Nice durant le mercato 2016, arrivant libre de Quilmes AC. Doublure de Yoan Cardinale, il joue son premier match sous le maillot azuréen lors du dernier match de Ligue Europa contre le FK Krasnodar. Il joue par la suite 5 matchs (3 en Ligue 1, 1 en Coupe de France, 1 en Coupe de la Ligue).
Il commence la saison 2017-2018 en tant que doublure du portier formé au club, mais il profite de la blessure de Yoan Cardinale en octobre pour prendre sa place. En difficulté, Cardinale ne récupère pas sa place à son retour de blessure, Benítez ayant enchainé quelques prestations de haut vol, en sortant ses deux premiers penaltys contre Caen et Toulouse, le match contre Toulouse marquant la sortie du désert pour l'équipe Niçoise. Il s'illustre ensuite avec un arrêt exceptionnel à la Gordon Banks contre Nantes. Il est élu Aiglon de la Saison 2018/2019.
Vice-capitaine, il totalise à ce jour 188 matchs toutes compétitions confondues avec le Gym.

#### PSV Eindhoven
Le 21 juin, après six saisons passées à l’OGC Nice, Walter Benítez s’envole désormais pour les Pays-Bas. En fin de contrat le 30 juin, il signe un contrat de trois ans avec le PSV Eindhoven soit jusqu'en 2025.

### En sélection
En décembre 2012, Marcelo Trobbiani confirme la présence de Walter dans la liste des jeunes de l'équipe d'Argentine pour disputer le championnat sud-américain des moins de 20 ans en 2013.
Il est le gardien titulaire de l'équipe d'Argentine des moins de 20 ans lors du championnat sud-américain des moins de 20 ans organisé en Argentine.
N'ayant jamais représenté l'équipe première de l'Argentine, Walter Benítez manifeste son souhait de jouer pour l'équipe de France dès 2020 et fait l'acquisition de la nationalité française en 2021,. Interrogé sur la possibilité de faire appel à lui, Didier Deschamps déclare le 14 janvier 2022 : « Tous les joueurs français sont sélectionnables. Je ne sais pas pourquoi il a fait ce choix, mais c’est un choix que je respecte. On le regarde comme les autres joueurs sélectionnables. ».

Le 27 mai 2023, à la suite de sa très bonne première saison au PSV Eindhoven, il est appelé pour la première fois dans le groupe argentin en tant que troisième gardien derrière les champions du monde Emiliano Martinez et Geronimo Rulli pour les deux matchs amicaux en Asie les 15 et 19 juin contre l'Australie et l'Indonésie.

## Statistiques

### Détaillées
| Saison                | Club                  | Championnat           | Championnat | Championnat | Coupe nationale | Coupe nationale | Coupe de la Ligue | Coupe de la Ligue | Supercoupe | Supercoupe | Compétition(s) continentale(s) | Compétition(s) continentale(s) | Compétition(s) continentale(s) | Total | Total |
| Saison                | Club                  | Division              | M.          | B.          | M.              | B.              | M.                | B.                | M.         | B.         | Comp.                          | M.                             | B.                             | M.    | B.    |
| 2013-2014             | Quilmes AC            | SuperLiga Argentina   | 6           | 0           | -               | -               | -                 | -                 | -          | -          | -                              | -                              | -                              | 6     | 0     |
| 2014-2015             | Quilmes AC            | SuperLiga Argentina   | 34          | 0           | 3               | 0               | -                 | -                 | -          | -          | -                              | -                              | -                              | 37    | 0     |
| 2016                  | Quilmes AC            | SuperLiga Argentina   | 7           | 0           | -               | -               | -                 | -                 | -          | -          | -                              | -                              | -                              | 7     | 0     |
| Sous-total            | Sous-total            | Sous-total            | 47          | 0           | 3               | 0               | 0                 | 0                 | -          | -          | -                              | -                              | -                              | 50    | 0     |
| 2016-2017             | OGC Nice              | Ligue 1               | 3           | 0           | 1               | 0               | 1                 | 0                 | -          | -          | C3                             | 1                              | 0                              | 6     | 0     |
| 2017-2018             | OGC Nice              | Ligue 1               | 28          | 0           | -               | -               | 1                 | 0                 | -          | -          | C1+C3                          | 4                              | 0                              | 33    | 0     |
| 2018-2019             | OGC Nice              | Ligue 1               | 35          | 0           | 1               | 0               | 2                 | 0                 | -          | -          | -                              | -                              | -                              | 38    | 0     |
| 2019-2020             | OGC Nice              | Ligue 1               | 26          | 0           | 3               | 0               | -                 | -                 | -          | -          | -                              | -                              | -                              | 29    | 0     |
| 2020-2021             | OGC Nice              | Ligue 1               | 38          | 0           | 2               | 0               | -                 | -                 | -          | -          | C3                             | 5                              | 0                              | 45    | 0     |
| 2021-2022             | OGC Nice              | Ligue 1               | 37          | 0           | 0               | 0               | -                 | -                 | -          | -          | -                              | -                              | -                              | 37    | 0     |
| Sous-total            | Sous-total            | Sous-total            | 167         | 0           | 7               | 0               | 4                 | 0                 | 0          | 0          | -                              | 10                             | 0                              | 188   | 0     |
| 2022-2023             | PSV Eindhoven         | Eredivisie            | 30          | 0           | -               | -               | -                 | -                 | 1          | 0          | C1+C3                          | 4+7                            | 0+0                            | 42    | 0     |
| 2023-2024             | PSV Eindhoven         | Eredivisie            | 33          | 0           | -               | -               | -                 | -                 | 1          | 0          | C1                             | 12                             | 0                              | 46    | 0     |
| 2024-2025             | PSV Eindhoven         | Eredivisie            | 34          | 0           | -               | -               | -                 | -                 | 1          | 0          | C1                             | 11                             | 0                              | 46    | 0     |
| Sous-total            | Sous-total            | Sous-total            | 97          | 0           | 0               | 0               | 0                 | 0                 | 3          | 0          | -                              | 34                             | 0                              | 134   | 0     |
| Total sur la carrière | Total sur la carrière | Total sur la carrière | 311         | 0           | 10              | 0               | 4                 | 0                 | 3          | 0          | -                              | 44                             | 0                              | 372   | 0     |

### En sélection nationale
| Saison                | Sélection             | Phases finales        | Phases finales | Phases finales | Éliminatoires CDM | Éliminatoires CDM | Matchs amicaux | Matchs amicaux | Total | Total |
| Saison                | Sélection             | Compétition           | M              | B              | M                 | B                 | M              | B              | M     | B     |
| --------------------- | --------------------- | --------------------- | -------------- | -------------- | ----------------- | ----------------- | -------------- | -------------- | ----- | ----- |
| 2022-2023             | Argentine             | -                     | -              | -              | -                 | -                 | 0              | 0              | 0     | 0     |
| 2023-2024             | Argentine             | -                     | -              | -              | 0                 | 0                 | 1              | 0              | 1     | 0     |
| 2024-2025             | Argentine             | -                     | -              | -              | 0                 | 0                 | -              | -              | 0     | 0     |
| Total sur la carrière | Total sur la carrière | Total sur la carrière | -              | -              | 0                 | 0                 | 1              | 0              | 1     | 0     |

### Jeunes
| Tournoi                                            | Lieu      | Résultat                      | Nombre de matchs joués | Nombre de buts encaissés |
| -------------------------------------------------- | --------- | ----------------------------- | ---------------------- | ------------------------ |
| Championnat Sud Américain des moins de 20 ans 2013 | Argentine | Premier tour (Phase de poule) | 3 matchs               | 5 buts                   |

## Palmarès

### En club
PSV Eindhoven
- Championnat des Pays-Bas (2) :
  - Champion : 2024 et 2025
- Supercoupe des Pays-Bas (2) : 
  - Vainqueur : 2022 et 2023
- Coupe des Pays-Bas (1) :
  - Vainqueur en 2023.